# Мовсес Карапетян
Мовсес Карапетян (вірм. Մովսես Կարապետյան; нар. 2 січня 1978) — вірменський борець греко-римського стилю, дворазовий бронзовий призер та чемпіон Європи.

## Життєпис
Боротьбою почав займатися з 1986 року. Двічі, у 1986 та 1987 роках ставав бронзовим призером чемпіонату Європи серед юніорів.
Виступав за «Олімпійські резерви», Єреван. Тренер — Едуард Саакян.

## Спортивні результати на міжнародних змаганнях

### Виступи на Чемпіонатах світу
| Змагання                        | Збірна   | Вагова категорія                 | Місце |
| ------------------------------- | -------- | -------------------------------- | ----- |
| Чемпіонат світу з боротьби 1999 | Вірменія | греко-римська боротьба, до 69 кг | 15    |
| Чемпіонат світу з боротьби 2002 | Вірменія | греко-римська боротьба, до 74 кг | 32    |
| Чемпіонат світу з боротьби 2003 | Вірменія | греко-римська боротьба, до 74 кг | 22    |
| Чемпіонат світу з боротьби 2005 | Вірменія | греко-римська боротьба, до 74 кг | 15    |
| Чемпіонат світу з боротьби 2006 | Вірменія | греко-римська боротьба, до 74 кг | 23    |

### Виступи на Чемпіонатах Європи
| Змагання                         | Збірна   | Вагова категорія                 | Місце  |
| -------------------------------- | -------- | -------------------------------- | ------ |
| Чемпіонат Європи з боротьби 1998 | Вірменія | греко-римська боротьба, до 76 кг | 16     |
| Чемпіонат Європи з боротьби 1999 | Вірменія | греко-римська боротьба, до 69 кг | 8      |
| Чемпіонат Європи з боротьби 2000 | Вірменія | греко-римська боротьба, до 69 кг | Бронза |
| Чемпіонат Європи з боротьби 2001 | Вірменія | греко-римська боротьба, до 69 кг | Бронза |
| Чемпіонат Європи з боротьби 2002 | Вірменія | греко-римська боротьба, до 74 кг | 19     |
| Чемпіонат Європи з боротьби 2004 | Вірменія | греко-римська боротьба, до 74 кг | 13     |
| Чемпіонат Європи з боротьби 2005 | Вірменія | греко-римська боротьба, до 74 кг | Золото |

### Виступи на інших змаганнях
| Змагання                                                             | Збірна   | Вагова категорія                 | Місце |
| -------------------------------------------------------------------- | -------- | -------------------------------- | ----- |
| Олімпійський кваліфікаційний турнір з боротьби 2000 (Клермон-Ферран) | Вірменія | греко-римська боротьба, до 69 кг | 9     |
| Олімпійський кваліфікаційний турнір з боротьби 2004 (Новий Сад)      | Вірменія | греко-римська боротьба, до 74 кг | 20    |

### Виступи на змаганнях молодших вікових груп
| Змагання                                       | Збірна   | Вагова категорія                 | Місце  |
| ---------------------------------------------- | -------- | -------------------------------- | ------ |
| Чемпіонат Європи з боротьби серед юніорів 1995 | Вірменія | греко-римська боротьба, до 63 кг | 5      |
| Чемпіонат Європи з боротьби серед юніорів 1996 | Вірменія | греко-римська боротьба, до 68 кг | Бронза |
| Чемпіонат світу з боротьби серед юніорів 1996  | Вірменія | греко-римська боротьба, до 68 кг | 11     |
| Чемпіонат Європи з боротьби серед юніорів 1997 | Вірменія | греко-римська боротьба, до 70 кг | Бронза |
| Чемпіонат світу з боротьби серед юніорів 1997  | Вірменія | греко-римська боротьба, до 70 кг | 17     |
| Чемпіонат Європи з боротьби серед юніорів 1998 | Вірменія | греко-римська боротьба, до 70 кг | 7      |
| Чемпіонат світу з боротьби серед юніорів 1998  | Вірменія | греко-римська боротьба, до 70 кг | 4      |